# جامع كونة جمعة (أربيل)
جامع كونة جمعة من مساجد أربيل الأثرية، ومعنى أسمهُ (جامع الجمعة القديم)، ويقع في محلة هواو التابعة لقضاء كويه في محافظة أربيل، وهو من مساجد العراق التراثية، ويعتبر من أقدم مساجد المنطقة بعد مبنى الجامع الكبير الذي بني في عام 1260هـ/1844م، ولقد كان يعرف بأسم جامع (ابن عمر) وبجامع (عبد الله عمران)، وكان فيهِ زهاء ستة قباب وفيهِ حرم واسع يتسع لأكثر من 500 مصل، وتبلغ مساحته الكلية 1024 م2، ولمبنى الحرم مدخلان كبيران وفيهِ عين ماء اختصت بهِ، وفي عام 1270هـ قام سليمان أغا ابن محمد أغا (وهو أحد أغنياء ووجهاء منطقة كويه) ببناء مصلى حرم الجامع وجعل سقفهُ تعلوهُ قبة كبيرة احاطت بهِ وظلت قائمة إلى غاية عام 1397هـ/1977م، حيث تم تعميره واعادة بناؤه، ولقد تم تجديدهُ مؤخرا من قبل مديرية أوقاف كويه 